# ألعاب النوايا الحسنة
ألعاب النوايا الحسنة عبارة عن مسابقة رياضية دولية أنشأها تيد تورنر كرد فعل على الاضطرابات السياسية المحيطة بدورة الألعاب الأولمبية في الثمانينيات. في عام 1979 تسبب الغزو السوفيتي لأفغانستان في قيام الولايات المتحدة ودول غربية أخرى بمقاطعة الألعاب الأولمبية الصيفية 1980 في موسكو، وهو عمل رد بالمثل عندما قاطع الاتحاد السوفيتي ودول الكتلة الشرقية الأخرى (باستثناء رومانيا) دورة الألعاب الأولمبية الصيفية 1984 في لوس أنجلوس.
مثل الألعاب الأولمبية، أقيمت ألعاب النوايا الحسنة كل أربع سنوات (باستثناء الألعاب النهائية) ، وكان لها مكون صيفي وشتوي. ومع ذلك ، على عكس الألعاب الأولمبية ، كان التزلج على الجليد وهوكي الجليد والتزلج السريع على مضمار قصير جزءًا من الإصدارات الصيفية. أقيمت دورة الألعاب الصيفية للنوايا الحسنة خمس مرات ، بين عامي 1986 و 2001 ، بينما أقيمت دورة الألعاب الشتوية للنوايا الحسنة مرة واحدة فقط ، في عام 2000. وقد تم إلغاؤها من قبل تايم وورنر ، التي اشترت ملكيتها في عام 1996 ، بسبب انخفاض تقييمات التليفزيون بعد ألعاب 2001 في بريسبان.